# 칼리오페

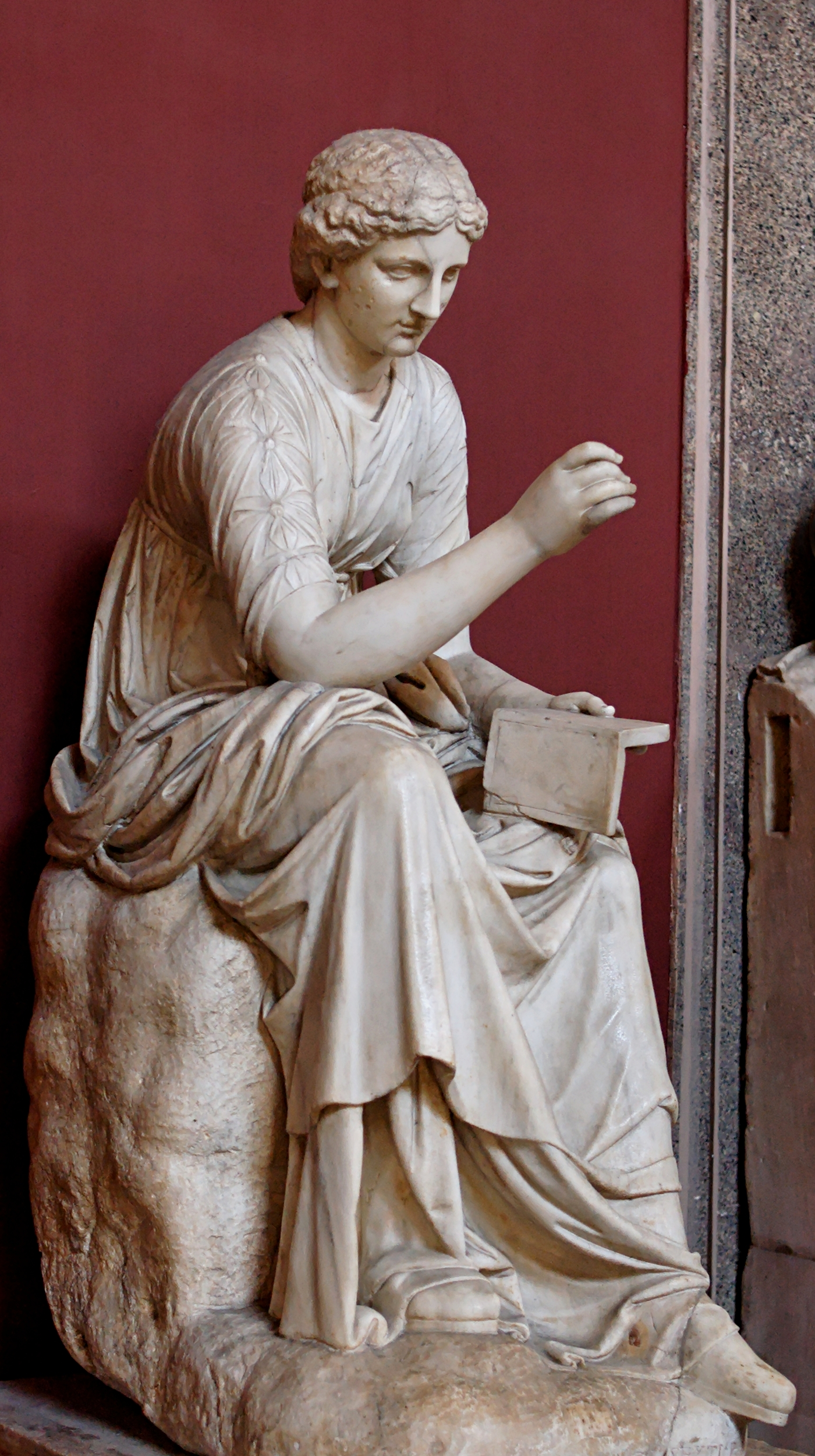
칼리오페, 서사시의 무사.

칼리오페(Calliope)는 그리스 신화에 나오는 무사의 하나로 서사시를 맡고 있는 여신이다. 이름의 뜻은 "아름다운 목소리"이다. 제우스와 므네모시네의 딸로, 호메로스에게 일리아드와 오디세이의 영감을 준 대표적인 무사로 알려져 있다.
칼리오페는 아폴론 혹은 트라키아의 왕 오이아그로스 사이에서 오르페우스와 리누스, 두 명의 아들을 가졌다. 무사들 중에서 가장 연장자이고, 높은 지혜와 지도력을 가지고 있다. 제우스의 부름을 받아 아프로디테와 페르세포네 사이에서 아도니스를 둔 논쟁을 중재하기도 하였는데, 둘 모두에게 그와 함께할 시간을 균등하게 배분한 것으로 알려진다.
두루마리와 첨필, 명판으로 상징되는 칼리오페는 손에 든 명판에 무언가를 쓰는 모습으로 묘사되며, 오늘날에는 금관을 쓰고 두루마리나 책을 들고 있는 모습으로 묘사된다.

## 같이 보기
- 비블리오테케
- 로도스의 아폴로니오스
- 에우리피데스
- 헤시오도스
- 오비디우스
- 베르길리우스
- 스트라본